# Denis Désiré Riocreux
Denis-Désiré Riocreux ( 1791) — (1872) foi um desenhista e pintor  sobre porcelana francês.
Foi o primeiro curador do Museu Nacional de Cerâmica de Sèvres.
Com Alexandre Brongniart  (1770 – 1847), cientista francês e diretor da  Manufacture nationale de Sèvres,   publicou  obra Description.